# Chapter One: The Vanishing of Will Byers
"Chapter One: The Vanishing of Will Byers" é o primeiro episódio da primeira temporada da série de televisão estadunidense de ficção científica e suspense Stranger Things. Foi lançado junto com a temporada completa, em 15 de julho de 2016, através do serviço de streaming Netflix. 
O episódio foi escrito, dirigido e produzido por Matt e Ross Duffer, também criadores da série, e gira em torno do misterioso desaparecimento do estudante Will Byers, enquanto um misterioso laboratório realiza experimentos sobrenaturais e paranormais com seres humanos, a aparição de uma criatura monstruosa e uma garota com poderes telecinéticos.

## Enredo
O episódio começa com um cientista fugindo de uma criatura misteriosa dentro do laboratório da fictícia cidade interiorana de Hawkins, no estado de Indiana, em 6 de novembro de 1983. Ao tentar escapar por um elevador, o cientista é atacado e morto brutalmente pelo monstro. 
Enquanto isso, nos subúrbios da cidade, o estudante Mike Wheeler está no porão de sua casa com seus melhores amigos, o brincalhão Dustin Henderson, o cético Lucas Sinclair e o introvertido Will Byers, durante uma sessão do jogo Dungeons & Dragons quando são interrompidos pela mãe de Mike, Karen Wheeler, avisando que era muito tarde e que os meninos deveriam ir para casa. Durante o trajeto, Will acaba chegando perto de um bosque, próximo ao Laboratório Nacional de Hawkins, quando uma figura misteriosa em meio às sombras o assusta, fazendo-o cair da bicicleta. Will percebe que alguma coisa está chegando perto e foge para sua casa, mas ao entrar, não encontra ninguém. Ao espiar pelo olho mágico da porta e vê uma criatura se aproximando, Will se esconde em um galpão de ferramentas no quintal de sua casa e pega uma espingarda para se proteger. Ao tentar carregar a arma, ele percebe que alguma coisa estava atrás dele e a lâmpada começa a piscar intensamente, até que a mesma se apaga e Will desaparece subitamente.
Na manhã seguinte, a mãe de Will, Joyce Byers, e seu irmão mais velho Jonathan Byers (Charlie Heaton), percebem que ele não está em casa. Joyce telefona para a casa de Mike para saber se Will dormiu lá, mas Karen a informa que Will fora embora na noite anterior. No Hawkins Middle School, a escola do ensino fundamental, Mike, Dustin e Lucas ficam preocupados com o sumiço de Will, até que dois valentões, Troy Walsh e James Dante, aparecem e fazem piadas com eles. Paralelo a isso, na escola de ensino médio, a Hawkins High School, a irmã mais velha de Mike, Nancy Wheeler, tem um encontro secreto no banheiro com Steve Harrington, o garoto popular do colégio, e fazem planos para se encontrarem mais tarde. Depois, Nancy se encontra no corredor com sua melhor amiga, Barbara "Barb" Holland.
Joyce vai até a delegacia e se encontra o chefe de polícia Jim Hopper para registrar o desaparecido de Will. Hopper, inicialmente, tem duvidas sobre as alegações de Joyce, pois não havia relatos assim na cidade há muitos anos e que considerava Hawkins uma cidade pacata. Contudo, Joyce insiste em dizer que Will não fugiria de casa ou algo do tipo, e sua primeira intuição seria se comunicar com seu ex-marido, Lonnie, e questionar se Will estava com ele. No laboratório, o renomado cientista e diretor do laboratório, Dr. Martin Brenner, junto com uma equipe de cientistas vestem roupas de proteção e entra em uma área em quarentena, onde examinam algum tipo de matéria aparentemente biológica espalhada pelas paredes.
A cena corta para uma garota vestida com uma bata de hospital e com a cabeça completamente raspada caminhando pela floresta, até encontrar uma lanchonete, o Benny's Burgers. Ela entra escondida na cozinha e come uma porção de batatas fritas, porém o proprietário do estabelecimento, Benny Hammond, percebe a presença da garota e a persegue. De volta à Hawkins Middle School, depois da aula de ciências do professor Scott Clarke, os garotos estão empolgados porque Scott iria mostrar o recém-chegado equipamento de rádio da escola. Hopper os interrompe para questionar os garotos sobre o paradeiro de Will. Após ouvir seus depoimentos, os manda ir direto para casa após a escola e os proíbe de tentar procurar Will, após eles insistirem para ajudar as autoridades. 
Em uma cena de flashback, Joyce está na floresta à porta do Castelo Byers, um forte construído por Will nas proximidades de sua casa. Após entrar usando uma senha, ela surpreende Will com ingressos para ver o filme Poltergeist (1982). Will conta que não terá pesadelos, e que não fica mais assustado com filmes de terror. No presente, Joyce e Jonathan estão intensamente procurando por Will. De volta ao Benny's Burgers, Benny alimenta a garota e tenta conversar com ela, o que se prova inútil, pois ela se mantém em silêncio. Ele percebe que a garota possui uma tatuagem do número onze no braço, e ela por meio de gestos conta que Onze era seu nome. Benny se afasta para fazer uma ligação para a assistência social, pois pensa que ela sofreu alguma forma de abuso e precisa de ajuda. Fora da vista de Benny, Eleven detém, usando apenas sua mente, o movimento de um ventilador cujo ruído a incomodava, revelando seus poderes de telecinesia.
No bosque, Hopper e sua equipe de policiais investigam a estrada e encontram a bicicleta de Will, abandonada na floresta. Joyce tenta ligar para a seu ex-marido, mas é atendida por sua nova namorada, Cynthia. Os policiais chegam com a bicicleta de Will. Hopper vasculha ao redor da casa em busca de pistas e é atraído para o galpão no qual Will desapareceu pelo cachorro que estranhamente late para o local. Lá dentro ele encontra uma espingarda carregada e sinais de luta. A lâmpada do cômodo começa a piscar, e Hopper é assustado por outro policial que adentrara no galpão sem que ele percebesse. Ele conta a sua equipe que precisam organizar um grupo de buscas.
Benny, no telefone com a assistência social, os chamam para pegar Onze. Mais tarde, uma mulher, Connie Frazier e uma equipe, que se diziam ser da assistência social, chegam para buscá-la. Benny convida a mulher para o jantar, e quando ele está de costas, ela atira nele. Na verdade, aqueles agentes eram do laboratório que estavam atrás de Onze, mas ao perceber a presença deles, ela usa suas habilidades telecinéticas para matar-los, e depois escapa. Mike, Dustin, e Lucas se encontram no porão e falam sobre se sentirem inúteis com o inquérito da polícia do desaparecimento de Will. Os meninos decidem se preparar para encontrar Will por conta própria, a contragosto das ordens da polícia. Enquanto isso, Nancy está ficando com Steve em seu quarto as escondidas.
Joyce recebe uma chamada sinistra, uma ligação estática em seu telefone de casa. Joyce diz para Jonathan que ela pode ouvir a respiração de Will e entra em pânico. As luzes da casa começam a piscar e o telefone acaba explodindo com a eletricidade, mas Joyce diz que conseguiu ouvir ruídos estranhos. Mike, Dustin e Lucas saem em direção ao bosque à procura de Will em uma noite de chuva, porém eles acabam encontrando Onze perdida na floresta e o episódio acaba.

## Produção

### Escolha de elenco
Em junho de 2015, foi anunciado que Winona Ryder e David Harbour foram escalados para o elenco principal, interpretando Joyce Byers e Jim Hopper, respectivamente. Em agosto, foi anunciado a escalação de Finn Wolfhard, Millie Bobby Brown, Gaten Matarazzo, Caleb McLaughlin, Natalia Dyer e Charlie Heaton nos papeis centrais. Em setembro, Cara Buono e Matthew Modine se juntaram ao elenco principal. Em seguida, no elenco recorrente, Noah Schnapp, Joe Keery, Shannon Purser e Ross Partridge foram anunciados.

### Filmagens
As filmagens começaram em setembro de 2015 em Atlanta, Geórgia, enquanto a cidade de Jackson, no mesmo estado, foi escolhido para ser o cenário da fictícia cidade de Hawkins, no estado de Indiana.

## Recepção
O episódio recebeu criticas positivas pela crítica especializada. O portal PopMatters observou que o show "captura o medo e os anos 1980 de forma tão brilhante que você pensaria que a Netflix injetou nele algum soro criado por cientistas malucos para garantir o máximo de merecimento".
Os irmãos Duffer ganharam o Primetime Emmy Awards por seu excelente roteiro e direção para o episódio, bem como ganharam o prêmio do Directors Guild of America Outstanding Directorial Achievement por série de drama pelo episódio.